# Osterburg (Altmark)
Osterburg település Németországban, azon belül Szász-Anhalt tartományban. Lakosainak száma 9421 fő (2023. december 31.).

## Népesség
A település népességének változása:
| Lakosok száma | 9856 | 9782 | 9500 | 9580 | 9421 |
|               | 2017 | 2019 | 2021 | 2022 | 2023 |